# Dolmen de Kerlutu
Le dolmen de Kerlutu, appelé aussi Clerment Roch Clour, est un dolmen situé à Belz, dans le Morbihan en France.

## Localisation
Le mégalithe est situé à environ, à vol d'oiseau, 175 m au sud de la route R9, 160 m à l'ouest du hameau de Kerlutu et 560 m à l'est du hameau de Kerdruellan.

## Historique
Le dolmen a été exploré par Chapelain-Duparc en 1877 mais aucun rapport ou résultats ne sont connus,. Le dolmen est classé au titre des monuments historiques par arrêté du 8 juin 1945.

## Description
Le dolmen ouvre au sud-est. Il est composé d'une grande table de couverture de 4 m de diamètre reposant sur quatre orthostates. Les murets en pierres sèches visibles semblent dater d'une restauration ultérieure réalisée à une date inconnue. Dans la description qu'il en donne Zacharie Le Rouzic mentionne explicitement « Serait à restaurer ».